# Sverre Hassel
Sverre Hassel (30 de juliol del 1876 - 6 de juny de 1928) fou un explorador polar noruec, un dels cinc primers homes a arribar al pol Sud en l'Expedició Amundsen el 14 de desembre de 1911.